# ジュディ・ホリデイ
ジュディ・ホリデイ（Judy Holliday、本名：Judith Tuvim、1921年6月21日 - 1965年6月7日）は、アメリカ合衆国の女優。

## 生涯
ニューヨーク市出身。祖先はロシア系ユダヤ人。ちなみに本名のTuvimとはヘブライ語で休日(Holiday)の意味。
高校卒業後に最初についた職が、オーソン・ウェルズとジョン・ハウスマンの運営するマーキュリー・シアターでの電話交換手だった。1938年にベティ・コムデン、アドルフ・グリーンらとThe Revuersというボードヴィルのユニットを結成しナイトクラブなどで活動した。
1944年に『Greenwich Village』で映画デビューしたがこれは端役での出演であった。翌年にはブロードウェイの舞台に進出、1946年から1949年の『ボーン・イエスタデイ』が大ヒットとなり脚光を浴びた。この作品の映画化権を買ったコロムビア映画は主役に同社のスターであるリタ・ヘイワースをあてる考えで、その代わりホリデイには『アダム氏とマダム』でキャサリン・ヘプバーン、スペンサー・トレイシーとの共演の機会が与えられた。ところがこの頃アリ・カーンと結婚したばかりのヘイワースはスケジュールの調整がつかず、結局ホリデイが映画でも主演することになった。
1950年に公開された映画『ボーン・イエスタデイ』でホリデイは、『サンセット大通り』のグロリア・スワンソンや『イヴの総て』のベティ・デイヴィスをおさえてアカデミー主演女優賞を獲得した。1957年には『Bells Are Ringing』でトニー賞主演女優賞（ミュージカル部門）を受賞、同作の映画化でも主役を演じた。
1948年に音楽家と結婚。一児を儲けるが1958年に離婚。1965年に咽頭癌により43歳で死去。

## 主な出演作品
| 公開年 | 邦題 原題                                      | 役名                     | 備考                                                                                        |
| ------ | ---------------------------------------------- | ------------------------ | ------------------------------------------------------------------------------------------- |
| 1949   | アダム氏とマダム Adam's Rib                    | ドリス                   |                                                                                             |
| 1950   | ボーン・イエスタデイ Born Yesterday            | エマ・ドーン             | アカデミー主演女優賞 受賞 ゴールデングローブ賞 主演女優賞 (ミュージカル・コメディ部門) 受賞 |
| 1954   | 有名になる方法教えます It Should Happen to You | グラディス・グローヴァー |                                                                                             |
| 1956   | 純金のキャデラック The Solid Gold Cadillac     | ローラ・パートリッジ     |                                                                                             |
| 1960   | ベルズ・アー・リンギング Bells Are Ringing     | エラ・ピーターソン       |                                                                                             |

## 参照
1. ↑  "Judy Holiday, 42, Is Dead of Cancer", The New York Times, June 8, 1965, p. 1
2. ↑  "Judy Holliday (1921–1965) Biography", Jewish Women's Archive (jwa.org), retrieved February 21, 2010